# Selatosomus luanus
Selatosomus luanus is een keversoort uit de familie kniptorren (Elateridae). De wetenschappelijke naam van de soort is voor het eerst geldig gepubliceerd in 1999 door Kishii & Jiang.